# Харсіки
Ха́рсіки (до 1995 року — Харсики) — село в Україні, у Чорнухинській селищній громаді Лубенського району Полтавської області.
Населення 974 особи. До 2018 адміністративний центр Харсіцької сільської ради (до якої також належали села Бондарі та Нехристівка).

## Географія
Село Харсіки знаходиться на лівому березі річки Многа, вище за течією на відстані 4 км розташоване село Луговики, нижче за течією примикає смт Чорнухи, на протилежному березі — село Кізлівка. По селу протікає пересихаючий струмок з загатою. Поруч проходить автомобільна дорога Т 1714.

## Історія
Перша згадка про село відносится до 1635 року.
У 1913 році на кошти Лохвицького земства в селі збудована земська трикомплектна (трикласна) школа в стилі українського модерну.
Село постраждало в часі Голодомору 1946—1947 років.

## Населення

### Мова
Розподіл населення за рідною мовою за даними :
| Мова       | Кількість | Відсоток |
| ---------- | --------- | -------- |
| українська | 946       | 97.13%   |
| російська  | 25        | 2.57%    |
| білоруська | 1         | 0.10%    |
| болгарська | 1         | 0.10%    |
| румунська  | 1         | 0.10%    |
| Усього     | 974       | 100%     |

## Економіка
- ТОВ «Маяк».
- Чорнухинська міжколгоспна ПМК № 23, КП.
- АФ «Обереги».

## Об'єкти соціальної сфери
- Школа І-ІІ ст.

## Об'єкти культурної спадщини
1. Земська трикомплектна (трикласна) школа Лохвицького земства. Збудована у 1913 році в стилі українського модерну за проектом відомого архітектора і художника Опанаса Сластіона. Розташована в південній частині села, на підвищенні, над заплавою річки Многа. Школа дерев'яна, обкладена цеглою, одноповерхова, П-подібна в плані. Будівля прикрашена мереживом цегляного декору на основі народних орнаментів, має шестикутні двері та вікна і дві високі декоративні башточки. Після відкриття у 1984 році нової сільської школи, стара виконувала функції ЛТП. Пізніше закинута. У 2015 р. місцевий мешканець незаконно захопив покинуту будівлю та намагався перетворити її на гаражний бокс для вантажівок. Цінна пам'ятка українського модерну зазнала значних втрат. Зараз об'єкт знаходиться під захистом громади і керівництва програми «Школи Лохвицького земства». На будівлю вже виконана облікова документація і скоро школа стане офіційною пам'яткою архітектури.с. Харсіки. Земська трикомплектна школа. 1913 р. Український архітектурний модерн.

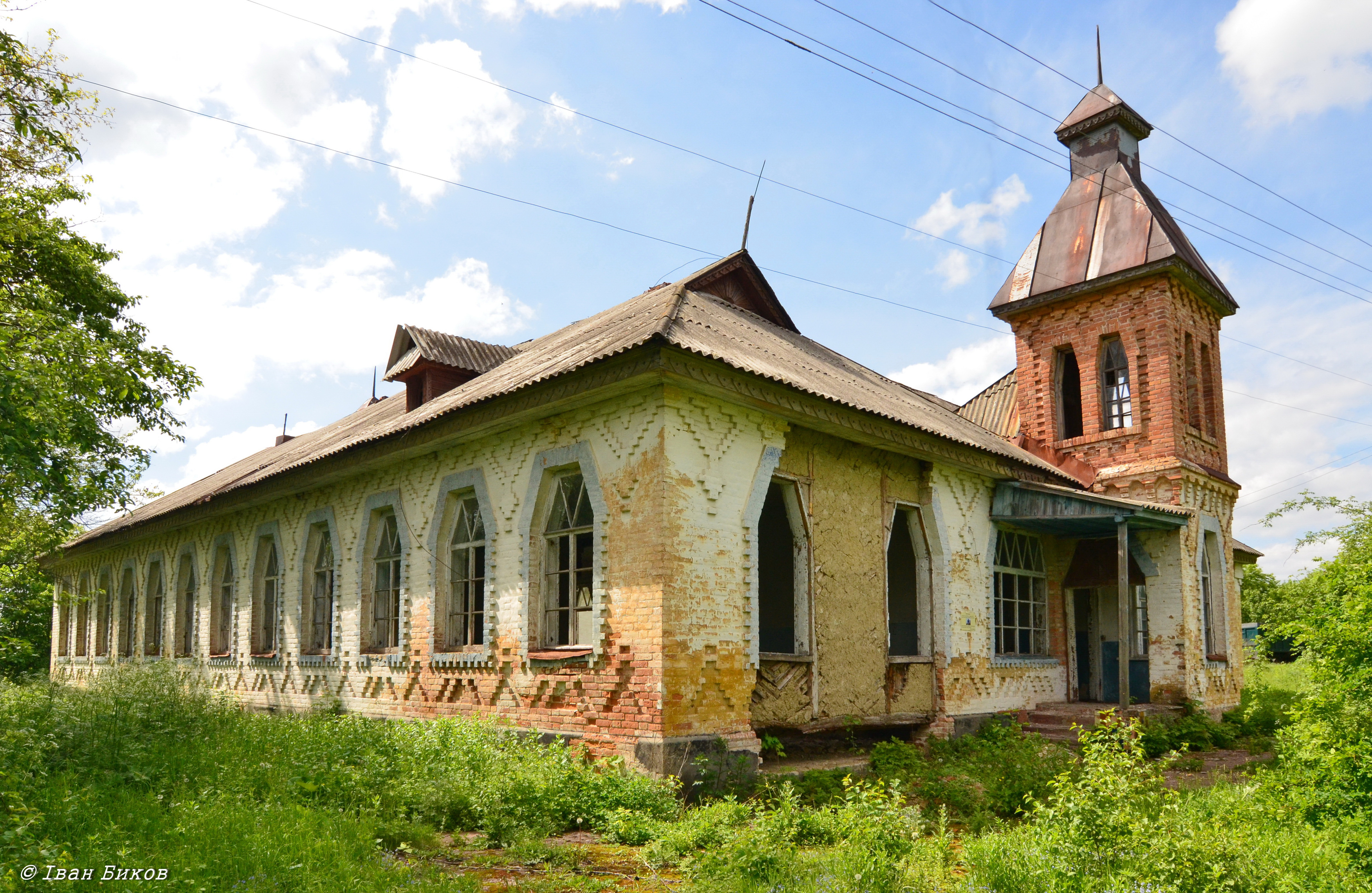
с. Харсіки. Земська трикомплектна школа. 1913 р. Український архітектурний модерн.

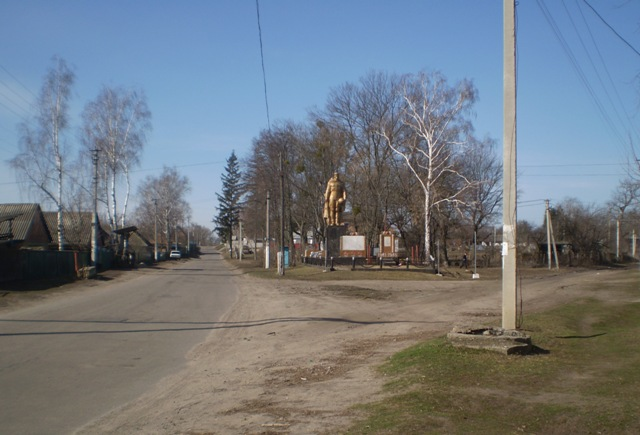

2. Будинок поміщика. Збудований на початку 20 ст. Розташований в центрі села. Будинок цегляний, в плані прямокутний, двоповерховий. Виконаний в стилі історизм, з елементами неокласицизму. В радянські часи більшу частину будівлі обклали керамічною плиткою, внаслідок чого була втрачена автентичність. Неушкодженими залишились північний фасад та дерев'яний фронтон 2-го поверху південного фасаду. Зараз у будівлі розташовані сільський будинок культури і бібліотека. с. Харсіки. Будинок поміщика. Поч. 20 ст.

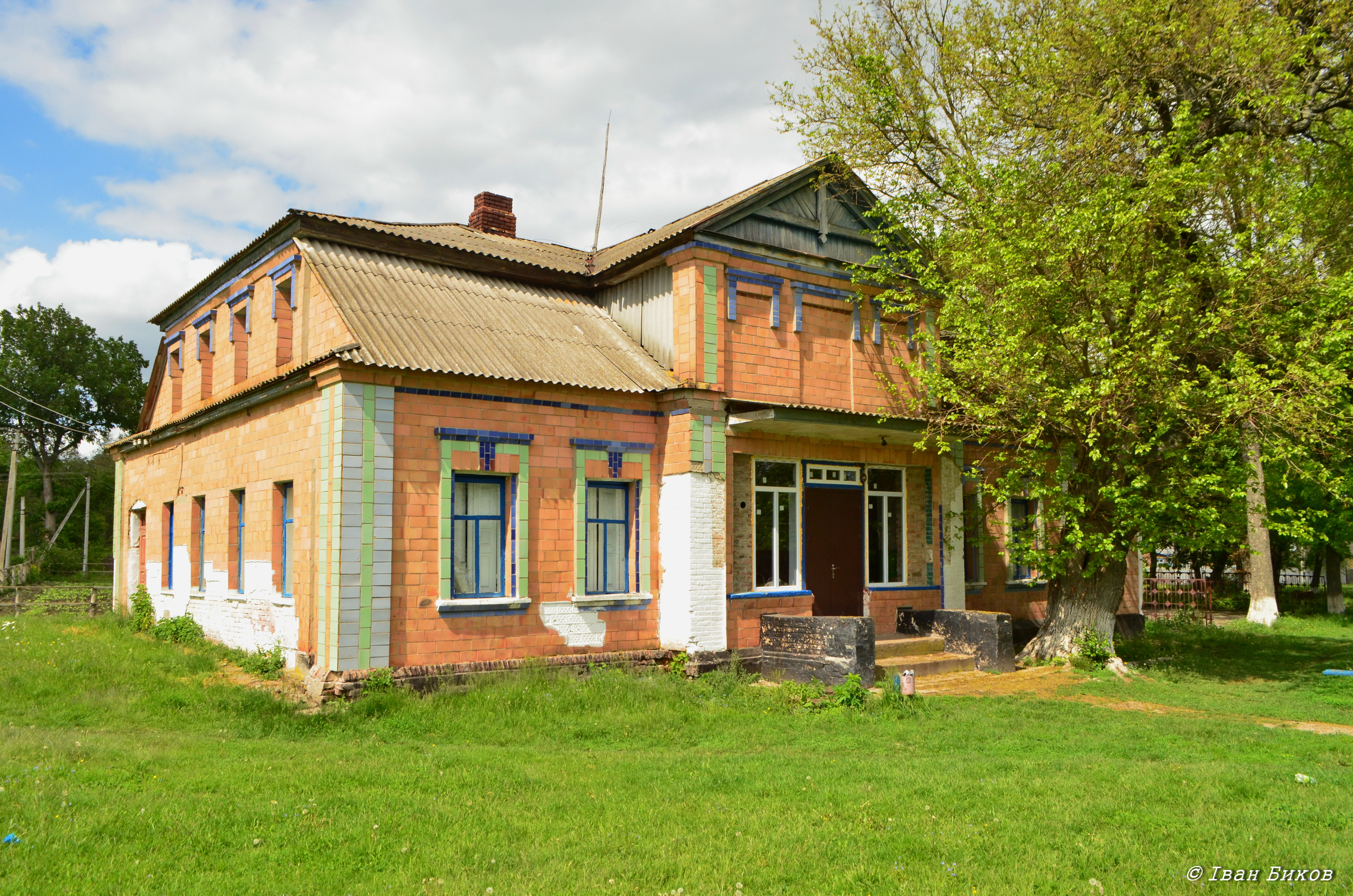
с. Харсіки. Будинок поміщика. Поч. 20 ст.

## Пам'ятки
Біля села розташований ботанічний заказник «Харсіцька Полона».

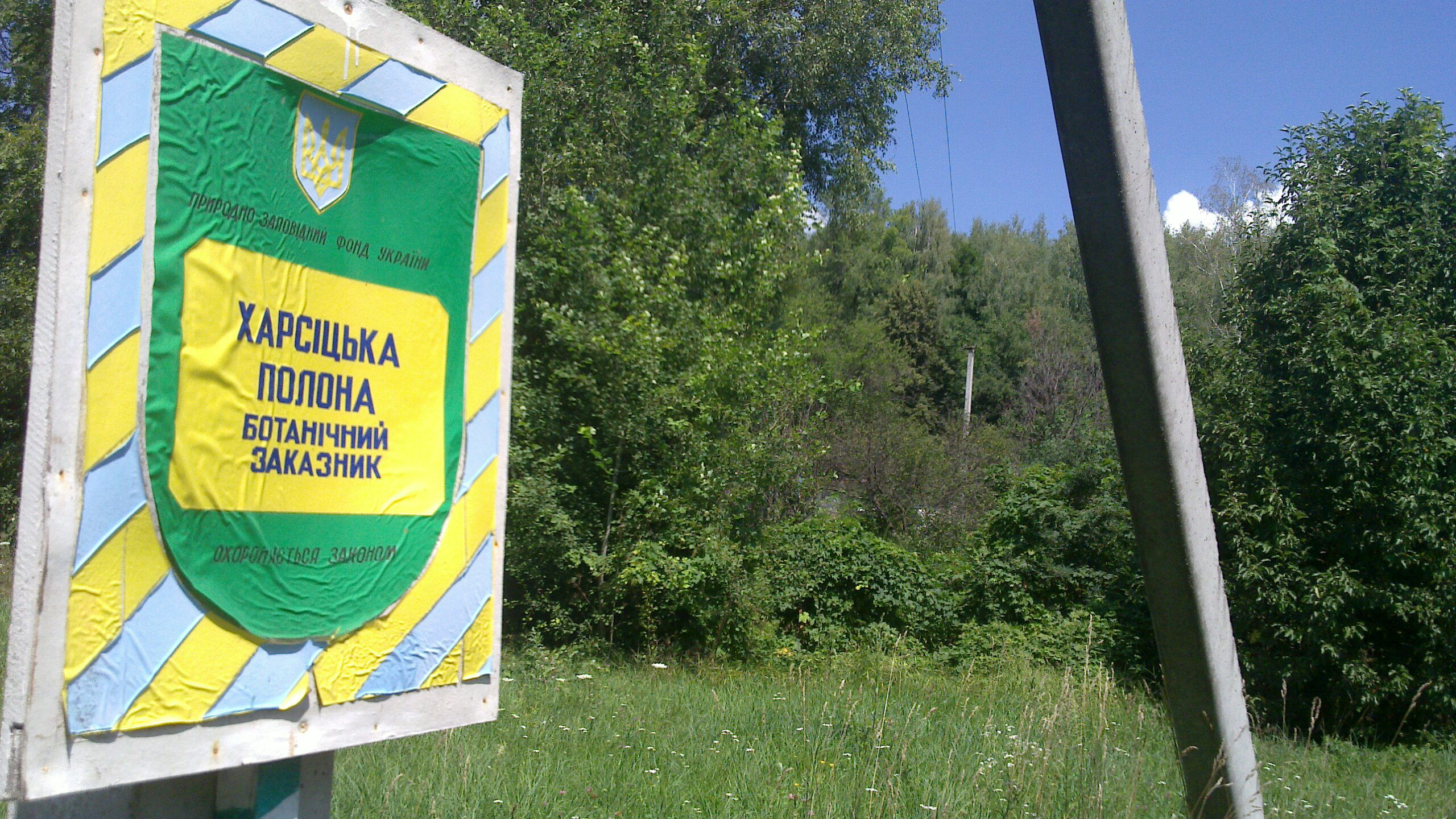
«Харсіцька Полона» — ботанічний заказник (таблиця)

## Відомі люди
В селі народилися
- Аранчій Максим Олегович (1989—2014) — солдат ЗСУ, учасник російсько-української війни.
- Булда Анатолій Андрійович — доктор педагогічних наук, професор, завідувач кафедри методики викладання соціально-гуманітарних дисциплін Національного педагогічного університету ім. М. П. Драгоманова.
- Лисенко Микола Миколайович — український історик..
- Ярошенко Ольга Григорівна (* 1950) — доктор педагогічних наук, професор, член-кореспондент НАПН України, заслужений працівник освіти України, відзначена орденом княгині Ольги[3][4].